# 18th Street Gang
Le 18th Street Gang, aussi connu sous le nom de Eighteen St., La calle Dieciocho, 18ST, XV3 et Mara 18, est un gang de rue latino (composé de Salvadoriens, Colombiens, Honduriens, Guatémaltèques, Mexicains, etc.) formé par les rejetés du Clanton 14. Cependant, il est, à moindre échelle, plus ouvert d'un point de vue communautaire, attirant par la même occasion un plus grand nombre de membres d'horizons ethniques et sociaux différents. Il est présent principalement à Los Angeles, en Californie, considéré comme un gang Sureño (en) en référence au sud de la Californie.
Le gang compterait environ 65 000 membres à Los Angeles, ce qui en fait l'un des gangs les plus importants du pays. Le gang est le lien qui unit tous les diezyocheros.

## Histoire
Le 18th Street Gang est fondé en 1959 à Pico Union. Il est décrit comme un gang violent et agressif envers ses rivaux.
Durant les années 1980 et 1990, le 18th Street connaît une forte croissance avec une extension notable de ses territoires. Ce phénomène alerte vite les autorités en raison de la multiplication des conflits avec d'autres gangs et de la violence qui en découle. Le 18th Street Gang tire ses origines d'un plus ancien gang de Los Angeles, les Clanton 14 (C14) (appelé ainsi en référence au quartier où ils vivaient). Dans les années 1940, Clanton Street change de nom pour celui de 14th Place. Actif dans Los Angeles depuis des années, le Clanton 14 rejette les immigrés les plus récents désireux de devenir membres du gang. Les exclus fondent alors le 18th Street Gang en référence à la rue du même nom dans le Westside de Los Angeles. Les Clanton 14 existent toujours de nos jours.
Le gang s'est depuis développé au point de devenir l'un des gangs les plus importants et des plus dispersés de Californie, avec un nombre de membres qui se compte en dizaines de milliers, avec des alliances (gangs sureños 13 voire néonazis comme NLR (Nazi Low Riders)). En dehors de cela, environ 60 % de ses membres sont des immigrés clandestins. Alors que la majorité des activités du gang se passent aux États-Unis, le gang est aussi actif dans d'autres pays, incluant le Mexique, le Salvador, le Honduras, le Guatemala, le Nicaragua, le Chili, les Philippines, l'Australie et l'Espagne.
Les gangs 18th St. situés à Los Angeles sont divisés entre cinq sides : nord, est, sud, ouest, et South Los Angeles (Hollywood, Pico Union, Echo Park, South Gate, Cudahy, Rancho Park, etc). Chaque side possède sa propre clique (mini-gang). Les membres du 18th Street Gang sont souvent rivaux de la célèbre Mara Salvatrucha 13 (connue sous l'abréviation MS-13). Mais les rivalités sont nombreuses, incluant Florencia 13, 38th Street Gang, Harpys et Clanton 14. Le gang est, en décembre 2012, l'objet d'un documentaire intitulé Gangsters from 18. Une de ses principales bases arrière est la ville de Tijuana (en Basse-Californie au Mexique) pour ne citer qu'elle.

## Au cinéma et à la télévision
Le gang est invité à apparaître dans un épisode de la série Numbers, dans lequel ils sont toutefois renommés 18th Street Mexicali. Une référence est aussi faite au gang dans un épisode de Shark où ils sont cette fois appelés 18th Street Posse. Les 18th Streeters font l'objet d'un documentaire (La vida loca) du journaliste français Christian Poveda assassiné fin 2009 au Salvador, où le gang est très implanté sous le nom de Mara 18, sans que l'on sache par qui.

## Marques du gang
Comme pour la plupart des gangs, les membres du 18th Street Gang peuvent être facilement identifiés grâce à leurs tatouages. Le nombre d'identification commun est évidemment le nombre 18, souvent écrit en espagnol (dieciocho) en anglais (eighteen) ou (8teen) aussi (EZ'UP) pour (eighteen's up) ou encore (BEST) pour (Barrio Eighteen STreet), etc. ou en chiffres romains (XVIII ou XV3). Ils utilisent aussi le nombre 666 (6+6+6=18) ou le 99 (9+9=18). Il n'est pas rare que certains membres portent aussi le chiffre 13 pour l'affiliation aux gangs sureños dont il fait partie mais bien sûr couplé au chiffre 18 pour ne pas se méprendre (notamment avec la ms13 ou f13 ou d'autres sureños). Le gang se distingue par sa sur-utilisation du graffiti pour marquer son territoire. Comme tous les gangs d'origine californienne, ses membres utilisent de nombreux signes des mains (hand signs) représentant le 18.

## Culture
18ST est d'abord un gang chicano (mexico-américain). Il reprend donc toute la culture hispanique de Los Angeles (voiture dites lowriders, peintures murales, expression orale spanglish, tatouages, vêtements larges, hand signs, style vestimentaire de type cholo…). La majorité de ces membres sont mexicains ou d'origine mexicaine. Il se trouve aussi d'autres Latino-Américains et aussi quelques rares Afro-américains, des Asiatiques, des Blancs et des Amérindiens.
L'incorporation dans le gang se fait par le traditionnel jumping in (passage à tabac) que l'on constate souvent dans la majorité des gangs chicanos de Los Angeles. Le passage à tabac dure dix-huit secondes, en référence au nom du gang. Le nouveau membre est rebaptisé d'un pseudonyme (qui sera son identité pour les autres membres et une signature pour les tags).
Le nouveau membre est ensuite tatoué (placa) indiquant le nom de sa clique locale (par exemple, un membre du 18ST vivant à South Central Los Angeles sera marqué SC18ST) et éventuellement le 18 stylisé. Libre à chaque membre d'exprimer son originalité du moment que le gang est représenté sur la peau.
Les membres de la 18th Street sont obligés de respecter certaines règles. Par exemple, il leur est interdit de consommer du crack ou toute autre drogue dure (en principe). Le refus d'obéir à l'ordre d'un leader ou le flagrant manque de respect à l'encontre d'un autre membre du gang peut résulter d'une punition, du tabassage de dix-huit secondes à l'assassinat.
D'après le LAPD, certaines factions du 18th Street Gang ont développé un haut niveau de sophistication et d'organisation. Ceci est attribué aux connexions entre le gang et les cartels mexicains et colombiens. Le gang de la 18th Street est occasionnellement appelé Children's Army à cause de sa méthode de recrutement, auprès de jeunes étant encore à l'école primaire et au collège.
Les membres du 18th Street Gang portent la plupart du temps des pantalons marrons ou noirs et un T-shirt blanc, ou le style « cholo » typique des Mexicains de Californie. Alternativement, les membres portent aussi les maillots d'équipes de sport. Ils sont de façon générale considérés comme armés et dangereux.

## Activités criminelles
Le 18th Street est un gang très bien établi et très impliqué dans tous secteurs criminels. Certains membres se sont même retrouvés impliqués dans des affaires de production de faux papiers ou de stupéfiants. Plusieurs membres ont évolué dans un niveau de sophistication et d'organisation supérieur aux autres gangs. Cette progression est attribuée aux relations étroites unissant le 18th Street aux cartels mexicains et aussi du fait qu'il touche tous les milieux sociaux ouvrant les portes à des membres de bonne éducation maitrisant certaines technologies et savoir-faire. Ils sont aussi liés à divers meurtres, vente de drogue, extorsion, vandalisme, consommation et trafic de drogue, trafic d'armes, et autres… le classique des gangs de rues allant de la petite à la grande délinquance avec un nombre d'homicides attribués au 18ST important. 18ST se taille sa part du marché dans les rues en utilisant les armes à feu sans concessions. Il a la réputation d'être agressif envers les gangs rivaux.

## Principaux rivaux
Leurs principaux rivaux sont : 
- Veysell Hyatons
- MS-13
- 38th Street Gang
- 12th Street
- norteños
- Public Krew

## Cliques
La clique originelle serait les Pico Locos dans le secteur ouest de Los Angeles nommé Pico Union.
Liste des principales
| #  | Gang                   | Cliques                               | Ville/zone                                        | Police                        |
| -- | ---------------------- | ------------------------------------- | ------------------------------------------------- | ----------------------------- |
| 1  | North Side 18th Street |                                       | Los Angeles, San Fernando Valley, North Hollywood | LAPD North Hollywood Division |
| 2  | 18th Street            | 54th, King Blvd Gs                    | South Los Angeles                                 | LAPD 77th Street Division     |
| 3  | 18th Street            | 106th                                 | Inglewood                                         | Inglewood PD                  |
| 4  | West Side 18th Street  | Columbia Lil Cycos                    | West Lake area of Los Angeles                     | Division Rampart              |
| 5  | West Side 18th Street  | Pico Locos                            | Pico Union                                        | Division Rampart              |
| 6  | 18th Street            | Kdubs, Diablos, Tiny Winos            | Cuday                                             | LASD                          |
| 7  | East side 18th Street  | Bebitos                               | Northeast area of Los Angeles                     | LAPD Northeast Division       |
| 8  | 18th Street            | Shatto Park Locos                     | Wilshire area of Los Angeles                      | Division Rampart              |
| 9  | 18th Street            | South Central                         | South Los Angeles                                 | LAPD 77th Street Division     |
| 10 | South Side 18th Street | KWC                                   | South Gate                                        |                               |
| 11 | 18th Street            |                                       | Baldwin Park                                      |                               |
| 12 | West Side 18th Street  |                                       | Jefferson & St. Andrews area of Los Angeles       | LAPD Southwest Division       |
| 13 | 18th Street            | Smiley Dr., Alsace Locos, Rancho Park | West Adams, Los Angeles                           | LAPD Southwest Division       |
| 14 | 18th Street            | 7th & Broadway, Wall St               | Downtown Los Angeles                              | LAPD Central Division         |
| 15 | 18th Street            | Rimpau                                | Mid City area of Los Angeles                      | LAPD Wilshire Division        |